# Aminta Migliari
Aminta Migliari nome di battaglia "Giorgio" (Gozzano, 22 settembre 1920 – Gozzano, 4 novembre 1991) è stato un partigiano italiano.

## Biografia
Giovane allievo ufficiale, dopo l'8 settembre del 1943 si unì alla Resistenza come partigiano azzurro. Partecipò prima ad una missione contro i tedeschi nell'Italia meridionale, poi tornò a Gozzano, dove nel 1944 iniziò il lavoro di organizzazione del SIP (Servizio Informazioni Patrioti), costituito inizialmente come rete informativa locale per il gruppo partigiano di Alfredo Di Dio. Dal marzo 1945 istituì e guidò il SIMNI (Servizio Informazioni Militari per il Nord Italia), che con i suoi 354 agenti fu l'organizzazione informativa militare più grande della Resistenza.
Finita la guerra, si iscrisse alla DC e si mantenne membro attivo di alcune associazioni partigiane, tra cui l'Associazione Di Dio, la FIVL e l'Associazione Volontari della libertà del Piemonte, di cui ricoprì la vicepresidenza. Fu sindaco del comune natale tra il 1980 e il 1982.